# Teucholabis (Teucholabis) delandi
Teucholabis (Teucholabis) delandi is een tweevleugelige uit de familie steltmuggen (Limoniidae). De soort komt voor in het Australaziatisch gebied.